# Haidar Abdul Shadid
Haidar Nasser Abdul Shadid (arabisch حيدر ناصر عبد الشهيد, DMG Ḥaidar Nāṣir ʿAbd aš-Šahīd; * 13. Januar 1981) ist ein irakischer Leichtathlet, der sich auf den Diskuswurf spezialisiert hat, gelegentlich aber auch im Kugelstoßen an den Start geht.

## Sportliche Laufbahn
Erste internationale Erfahrungen sammelte Haidar Abdul Shadid im Jahr 2006, als er bei den Asienspielen in Doha mit einer Weite von 51,48 m den elften Platz belegte. Im Jahr darauf erreichte er bei den Panarabischen Spielen in Kairo mit 53,53 m Rang vier und 2008 qualifizierte er sich für die Teilnahme an den Olympischen Spielen in Peking, verpasste dort aber mit 54,19 m den Finaleinzug. 2009 brachte er bei den Weltmeisterschaften in Berlin keinen gültigen Versuch zustande, gewann anschließend aber bei den Arabischen Meisterschaften in Damaskus mit 59,54 m die Silbermedaille hinter dem Ägypter Omar Ahmed el-Ghazaly, ehe er bei den Asienmeisterschaften in Guangzhou mit 58,00 m Rang vier erreichte. 2010 nahm er erneut an den Asienspielen ebendort teil und wurde dort mit 55,44 m Sechster.
2011 belegte er bei den Asienmeisterschaften in Kōbe mit 51,25 m den achten Platz und siegte daraufhin bei den Arabischen Meisterschaften in al-Ain mit 57,89 m, ehe er bei den Panarabischen Spielen in Doha mit 58,11 m den vierten Platz belegte. 2013 erreichte er bei den Arabischen Meisterschaften ebendort mit 57,03 m Rang sechs und klassierte sich dann bei den Asienmeisterschaften in Pune mit 54,05 m auf dem neunten Platz, ehe er bei den Islamic Solidarity Games in Palembang mit 55,75 m Rang sieben erreichte. Nach mehreren Jahren Wettkampfpause bestritt er seit 2018 wieder Wettkämpfe, wurde aber 2019 des Dopings überführt und daraufhin gesperrt.
2012 wurde Abdul Shadid irakischer Meister im Kugelstoßen und im Diskuswurf.

## Persönliche Bestleistungen
- Kugelstoßen: 15,00 m, 25. April 2012 in Bagdad
- Diskuswurf: 59,77 m, 21. Mai 2008 in Kiew